# 高卢大区
高卢大区（拉丁語：praefectura praetorio Galliarum）是罗马帝国是罗马帝国在古典时代晚期的四个大区之一，囊括了高卢、不列颠、伊比利亚、毛里塔尼亚等地区。337年君士坦丁大帝过世后，此时帝国被其子瓜分，西部为君士坦丁二世统治，并由一位大区长官辅佐。
大区的首府最初为奧古斯塔特雷韦罗鲁姆，一直至407年（另有估计为395年），此后迁往阿莱拉特。
大区一直存续至477年，直到其最后一片地区被西哥特人夺取，而就在前一年，位于拉文納的西罗马帝国政府被哥特人废除。
510年，東哥德國王狄奧多里克大帝在其刚刚征服的普罗旺斯周围的一小片地区重建了高卢大区，首府为阿莱拉特。此后不久，法蘭克人于536年吞并此地，与此同时，东罗马帝国侵入意大利，占领了東哥德人的领地。

## 书籍
- Burns, Thomas S., , Indiana University Press, 1994  [2019-07-24], ISBN 978-0-253-31288-4, （原始内容存档于2017-07-20）